# Elisabeth Moore

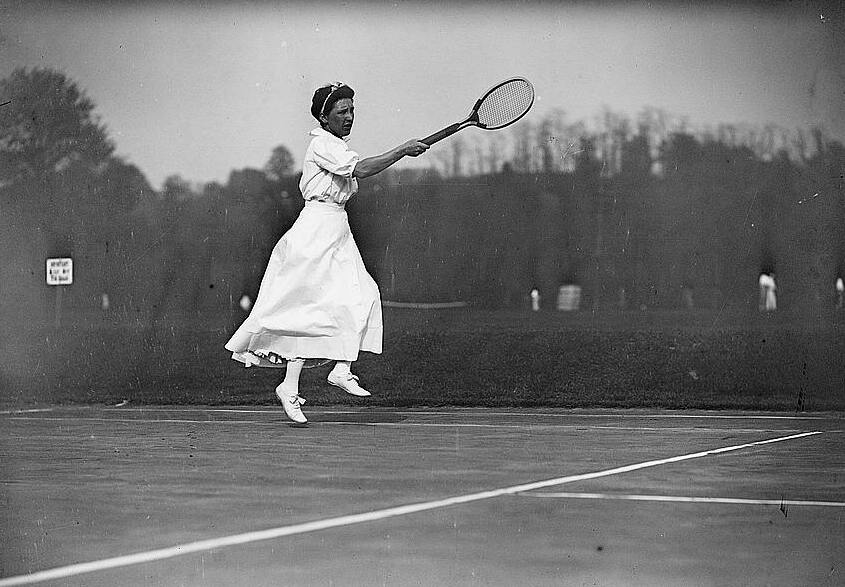
Elisabeth Moore

Elisabeth Holmes Moore (* 5. März 1876 in Brooklyn, New York City; † 22. Januar 1959 in Starke, Florida) war eine US-amerikanische Tennisspielerin.
Sie gewann 1896, 1901, 1903 und 1905 die US Open im Dameneinzel. Außerdem gewann sie 1896 und 1903 den Titel im Damendoppel und 1902 und 1904 den Titel im Mixed.
Ihre größte Stärke war ihre Physis. So gewann sie einmal an zwei Tagen zwei Spiele über fünf Sätze. Sehr zu ihrem Missfallen werden seit 1902 die Spiele im Damentennis nur noch über drei Gewinnsätze ausgetragen (mit Ausnahme der WTA Tour Championships von 1984 bis 1998).